# Домантове

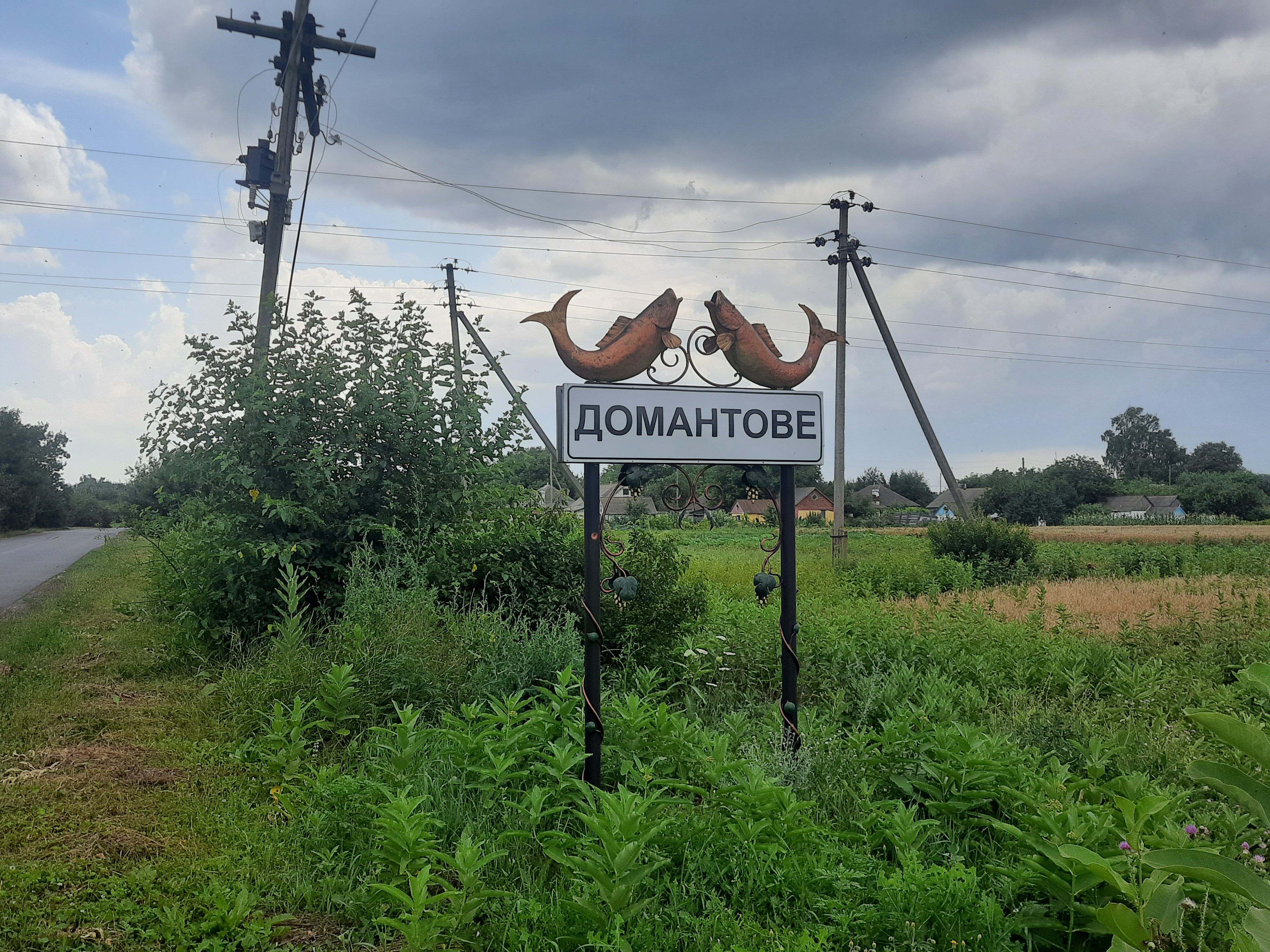
В'їзд у село

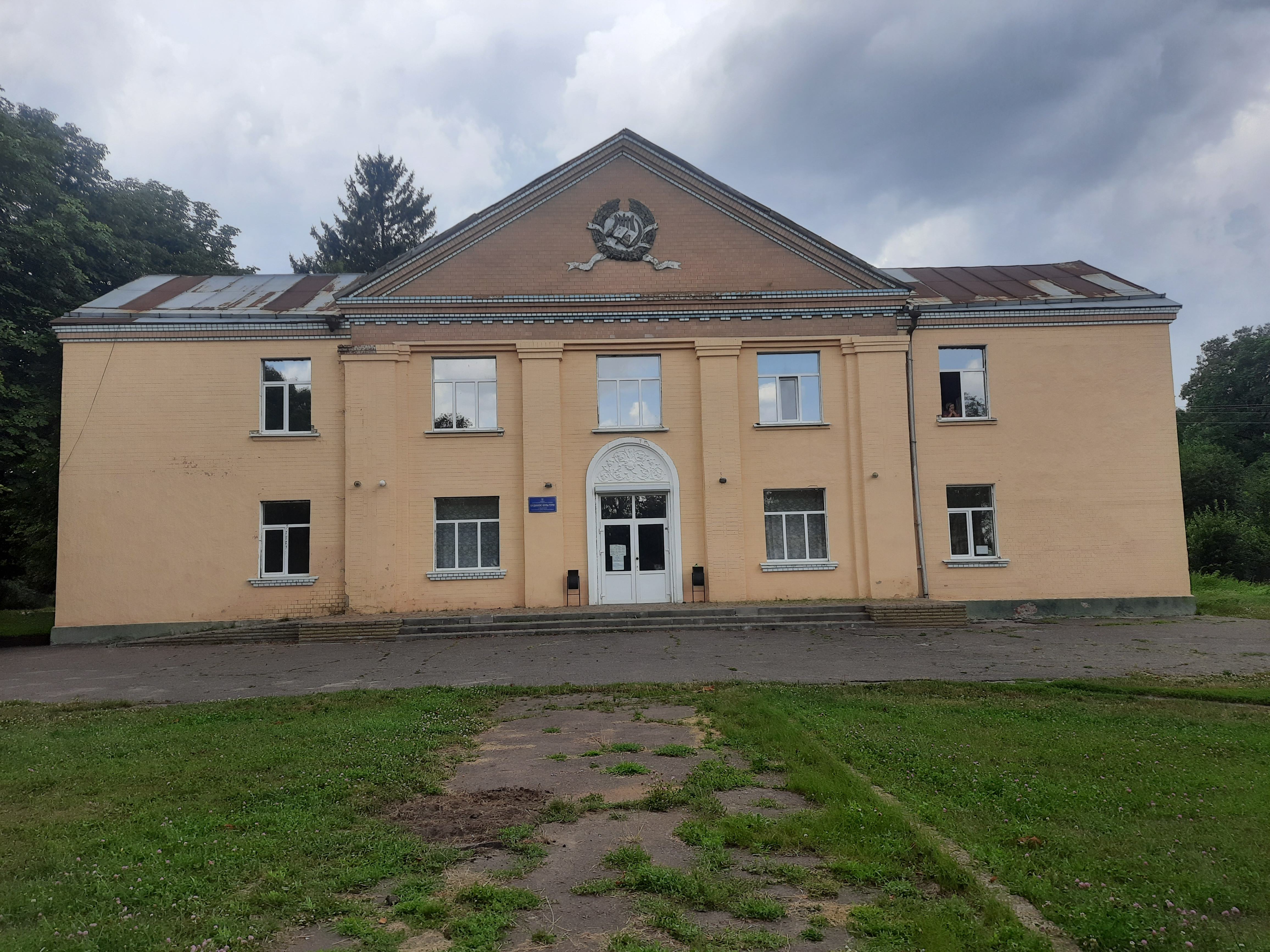
Будинок культури

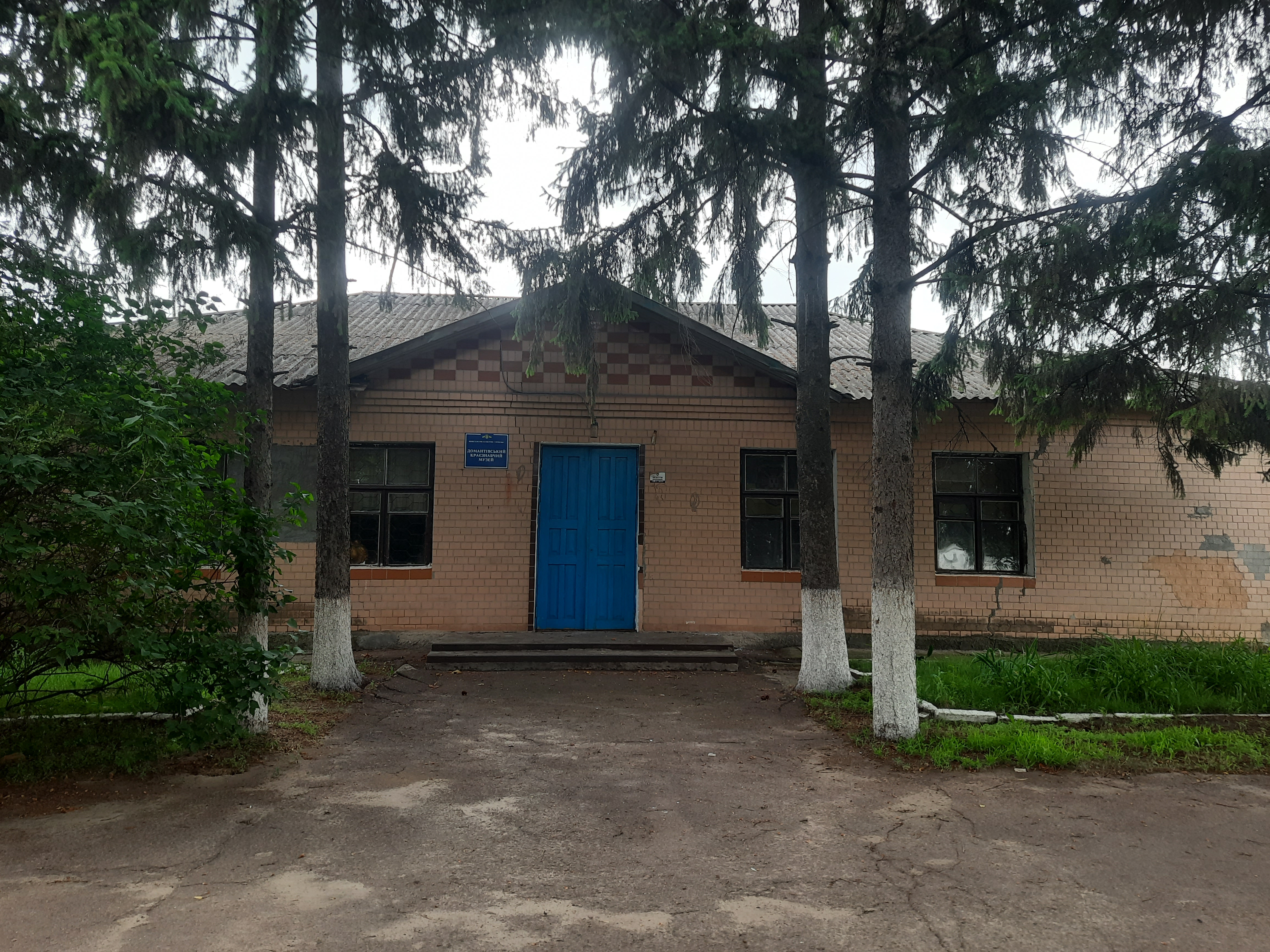
Краєзнавчий музей

Дома́нтове — село в Україні, у Золотоніському районі Черкаської області. Входить до складу Новодмитрівської сільської громади. Населення — 2245 чоловік.

## Географія
Село розташоване за 11 км на захід від районного центру — міста Золотоноша та за 14 км від залізничної станції Золотоноша I.

## Історія

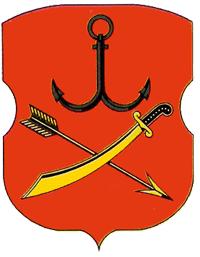
Герб села 1771 року

Назва села Домантове походить від княжого роду Домонтів, який брав активну участь у визволенні та захисту краю від Кримського ханату і Московії. Перші згадки в літописах датуються 1535 роком.
Місцеві козаки були учасниками Визвольної війни українського народу 1648—1657 років, брали участь у Переяславському антифеодальному повстанні 1666 року. Містечко Домонтів як центр Домонтовської сотні входило до складу спершу Черкаського (до 1667), а згодом — Переяславського полку Гетьманщини. 1782 року сотенний устрій було ліквідовано, і Домонтов увійшов до складу Золотоніського повіту Київського намісництва Російської імперії.
1905 року мешканці Домантового Ф. П. Молодик, Г. Ярошенко, П. І. Брижак, С. Г. Галушка розповсюджували в селі лівацькі екстемістські прокламації, які виготовляла єврейська молодь. 1917 село увійшло до складу УНР. Селяни брали участь у Золотоніському збройному повстанні 1918 року. 1932—1933 село постраждало внаслідок Голодомору, організованого комуністичною владою.
1941 року село окупували гітлерівці. Відбулася часткова реституція майна селянам. 411 домантівців брали участь унаслідок примусової мобілізації у радянсько-німецькій війні у складі радянських військ. 119 нагороджено бойовими орденами і медалями. В селі встановлено обеліск та пам'ятник загиблим селянам.
На початок 1970-х років в селі працював колгосп ім. Леніна, що мав в користуванні 3,2 тисяч га сільськогосподарських угідь, у тому числі 2,6 тисяч га орної землі. В господарстві вирощували зернові культури, було розвинуте тваринництво. Працювала рибартіль «Дніпровець». На той час в селі діяли середня школа, будинок культури на 650 місць, літній кінотеатр, бібліотека з книжковим фондом 13,6 тисяч книг, лікарня на 50 ліжок, 2 медичні профілакторії, 2 дитячих ясел, стадіон, відділення зв'язку, ощадна каса, пекарня, 4 крамниці, швейна та взуттєва майстерні.
На території села і його околиць виявлено 2 поселення доби неоліту, 3 поселення та курганний могильник доби бронзи, поховання скіфських часів, слов'янські поселення черняхівської культури та VII — VIII століть.

## Сучасність
У селі працюють дільнична лікарня, навчально-виховний комплекс, 7 приватних магазинів та 2 Золотоніського райСТ. Діють місцеве сільськогосподарське підприємство ТОВ «Домантівське», фермерське господарство «Ромашка», комунальне підприємство «Дніпро», ветеринарна аптека. Доріг із твердим покриттям 30 км.
27 квітня 2015 року у селі було завалено пам'ятник Леніну.

## Населення

### Мова
Розподіл населення за рідною мовою за даними перепису 2001 року:
| Мова            | Кількість | Відсоток |
| --------------- | --------- | -------- |
| українська      | 2157      | 96.08%   |
| російська       | 75        | 3.34%    |
| вірменська      | 7         | 0.31%    |
| білоруська      | 1         | 0.05%    |
| інші/не вказали | 5         | 0.22%    |
| Усього          | 2245      | 100%     |

## Відомі люди
Історичні постаті, вихідці з села:
- Довмонт — князь, святий Київської Русі,
- Хома Тихорський — перший академік медицини XVIII століття;
- Юзефович Дмитро Михайлович — генерал, герой війни 1812 року;
- Домантович Михайло Олексійович — генерал;
- Злобинець Михайло Олександрович — поет, композитор, співак, громадський діяч;
- Криворучко Григорій Лукич — кавалер трьох орденів Слави;
- Савич Марко Дмитрович — художник;
- Стеблина Олексій Григорович — голова колгоспу ім. Леніна, кавалер восьми орденів;
- Харченко Віра Федорівна — заслужений вчитель України;
- Бульда Іван Данилович — доктор медичних наук;
- Молодик Микола Володимирович — доктор технічних наук;
- Рубан Олексій Іванович — кандидат медичних наук.